# Ličja vas
Ličja vas (nemško Leibsdorf) je naselje v Občini Pokrče v Okraju Celovec-dežela na Koroškem v Avstriji.